# Distrikt Culebras
Der Distrikt Culebras liegt in der Provinz Huarmey in der Region Ancash in West-Peru. Der Distrikt wurde am 20. Dezember 1984 gegründet. Er besitzt eine Fläche von 631 km². Beim Zensus 2017 wurden 3305 Einwohner gezählt. Im Jahr 1993 lag die Einwohnerzahl bei 2434, im Jahr 2007 bei 3145. Die Distriktverwaltung befindet sich in dem 5 m hoch gelegenen Küstenort La Caleta Culebras mit 1552 Einwohnern (Stand 2017). La Caleta Culebras liegt 15 km nordnordwestlich der Provinzhauptstadt Huarmey.

## Geographische Lage
Der Distrikt Culebras liegt im Nordwesten der Provinz Huarmey. Der Distrikt liegt an der Pazifikküste. Im Osten erheben sich die Ausläufer der peruanischen Westkordillere. Der Río Culebras durchquert den Süden des Distrikts in südwestlicher Richtung. Die Nationalstraße 1N (Panamericana) durchquert den Distrikt in Küstennähe.
Der Distrikt Culebras grenzt im Norden an den Distrikt Casma (Provinz Casma), im Nordosten an die Distrikte Pampas Grande, Huanchay (beide in der Provinz Huaraz) und Coris (Provinz Recuay) sowie im Süden an den Distrikt Huarmey.